# Aleksandr Popov (fysiker)
Aleksandr Stepanovitj Popov (ryska: Александр Степанович Попов), född 16 mars 1859, död 13 januari 1906 (NS), rysk fysiker och uppfinnare och en av pionjärerna inom radiohistorien. Han blev berömd för sitt experiment att ansluta en kohär till åskledaren, och kom på så sätt på hur man kan detektera radiovågor.
Popov lyckades 1894–1895 använda de elektromagnetiska vågorna för teckenöverföring mellan en sändare och en mottagare belägna 4 kilometer från varandra. Han var professor i fysik vid Sankt Petersburgs elektrotekniska högskola och blev 1905 rektor där.
Popov sände år 1899 från Hogland vad man anser vara den tredje officiella trådlösa radioöverföringen i världen, en signal som mottogs på flottbasen Kronstadt, något mer än 48 km därifrån. Popov hade de facto redan lyckats sända ett meddelande över kortare avstånd tidigare, över ett år innan Marconi gjorde sin bedrift, men Popov tog inte patent på sin metod. Tidpunkten och detaljerna i denna händelse varierar dock i olika källor. Under Sovjetunionens tid tillskrevs många uppfinningar denne eller andra Popov, ett fenomen som i väst har kallats popovism.

## Fotnoter
1. 1 2 3 4  Большая российская энциклопедия, Stora ryska encyklopedin, no value, Stora ryska encyklopedin-ID: 3158674, läs online och läs online, läst: 31 oktober 2021.[källa från Wikidata]
2. ↑  Aleksandr M. Prochorov (red.), ”Попов Александр Степанович”, Большая советская энциклопедия : [в 30 т.], tredje utgåvan, Stora ryska encyklopedin, 1969, läst: 28 september 2015.[källa från Wikidata]
3. 1 2 3  Katalog der Deutschen Nationalbibliothek, Deutsche Nationalbibliotheks katalog-id-nummer: 121156672, läst: 6 april 2024.[källa från Wikidata]
4. ↑  Carlquist, Gunnar, red (1937). Svensk uppslagsbok. Band 21. Malmö: Svensk Uppslagsbok AB. sid. 1016
5. ↑  Russell Naughton (2003). ”Alexander Stepanovitch Popov : 1859–1906”. Adventures in Cybersound. Arkiverad från originalet den 31 maj 2008. https://web.archive.org/web/20080531001727/http://www.acmi.net.au/aic/POPOV_BIO.html.